# 羽田エアポートガーデン
羽田エアポートガーデン（はねだエアポートガーデン）は、東京都大田区羽田空港に所在する住友不動産による複合商業施設である。羽田空港第3ターミナルと連絡通路を介し直結している。

## 概要
2008年（平成20年）3月、国土交通省、東京都、大田区、品川区による羽田空港移転問題協議会は、羽田空港の沖合展開事業及び再拡張事業の結果として発生した跡地について、「羽田空港跡地利用基本計画」を策定し、2010年（平成22年）10月には、それを具体化した「羽田空港跡地まちづくり推進計画」をとりまとめた。
政府は、羽田空港周辺を訪日客の受け入れ拡大や国際競争力の強化を目指し国家戦略特区に認定し、この地域は「HANEDA GLOBAL WINGS」と名付けられ、第1ゾーンには羽田みらい開発が「HANEDA INNOVATION CITY」、第2ゾーンにあたる当地区には外国人観光客の増加を見込んだ住友不動産グループが「羽田エアポートガーデン」を整備した。
羽田エアポートガーデンは、地上12階建て、延床面積は約9万1500平方メートル。ホテル（ヴィラフォンテーヌプレミア／グランド羽田空港）、商業施設、温浴施設、MICE施設（ベルサール）、バスターミナルなどを備えた。当初は、2020年（令和2年）4月19日の開業を予定していた。しかし、新型コロナウイルス感染症（COVID-19）流行の影響で延期となり、2023年（令和5年）1月31日に全面開業を迎えた。
なお、施設開業に先行して、2022年3月12日には羽田エアポートガーデン付近から対岸の川崎市殿町地区「キングスカイフロント」とを結ぶ「多摩川スカイブリッジ」も新たに開通している。
設計は日建設計、施工は西松建設、運営管理は住友不動産である。

## 施設
ホテル、泉天空の湯、ベルサール羽田空港は2022年12月21日に先行開業した。

### ホテル ヴィラフォンテーヌ 羽田空港
住友不動産ヴィラフォンテーヌが運営するホテル。
ヴィラフォンテーヌ プレミア 羽田空港
- ラグジュアリーホテル、160室

ヴィラフォンテーヌ グランド 羽田空港
- ハイグレードホテル、1,557室

### 泉天空の湯 羽田空港
天然温泉「羽田空港泉天空温泉」による入浴施設である。ホテル ヴィラフォンテーヌの宿泊客の他、日帰り入浴もできる。露天風呂、岩盤浴、サウナなどの設備を備えている。

### ベルサール羽田空港
羽田空港に直結したMICE施設（ベルサール）であり、1,109平方メートルのホール、10室の会議室がある。

### ショッピングシティ 羽田エアポートガーデン
住友不動産商業マネジメントが運営するショッピングセンターである。下記の4つのエリアに分けられており、フードコート、レストラン、カフェ、ファッション、雑貨、サービスなど、合計で約80店舗が入店する。
- Haneda Food Selection : レストラン、フードコート
- Japan Promenade : 日本の名産品の販売
- 羽田参道 : お土産、旅行用品
- Haneda Collection : ファッション

### 羽田エアポートガーデンバスターミナル
住友不動産商業マネジメントが運営する。自動車ターミナル法によって、一般バスターミナルに指定されている。
- リムジンバス、高速バス向け：10バース
- 路線バス、団体バス向け：5バース

### 路線
東京国際空港（羽田空港）のバス乗り場に乗り入れていないバス路線が発着する。
| バス会社                               | 路線名             | 行先                               |
| -------------------------------------- | ------------------ | ---------------------------------- |
| さくら高速バス                         |                    | 青森、山形、酒田、新潟、金沢、富山 |
| 東京富士交通                           | ナイトライナー     | 仙台                               |
| 関越交通                               | 伊香保・四万温泉号 | 伊香保温泉・四万温泉               |
| 泉観光バス                             | NETWORK            | 新潟、新津                         |
| ジャムジャムエクスプレス               | シュプールライナー | 白馬                               |
| WILLER EXPRESS                         |                    | 長野                               |
| 丹沢交通                               | コネクトライナー   | 金沢                               |
| WILLER EXPRESS・東海バス・伊豆箱根バス | 三島羽田シャトル   | 三島                               |
| しずてつジャストライン                 | 静岡羽田空港線     | 静岡                               |
| 青木バス                               | あおぞらライナー   | 名古屋、伊勢                       |
| アウル交通                             | OWL LINER          | 大阪                               |

2023年1月31日から3月にかけて、路線開設予定となっている。
高速バス乗り場4番より有明ガーデン行きの無料シャトルバス「ガーデンシャトル」（京成バスによる運行）も発着している。

## 交通
- 京急・東京モノレール 羽田空港第3ターミナル駅下車